# Květoslav Matějka
Květoslav Matějka (10. října 1930 - 2000) byl český spisovatel.

## Dílo
Je autorem:
- Sebevrahův odkaz (1978)
- Pásmo života a smrti (1979)
- Přízrak smrčiny (1980)
- Dědictví v Pekle (1982)